# Guadi Galego
Guadi Galego (Cedeira, 1974) és una cantant gallega.
Fou gaiteira, pianista i vocalista del grup Berrogüetto fins al gener de 2008, any en què va deixar el grup. També va formar part del duo Espido i de Nordestin@s. La seua carrera en solitari es va iniciar amb l'àlbum Benzón, publicat l'any 2009.

## Discografia

### Àlbums en solitari
- Espido (2005) amb Guillerme Fernández.
- Benzón (2009)
- Lúas de outubro e agosto (2014)
- O mundo está parado (2016)[1]

### Àlbums amb Berrogüetto
- Viaxe por Urticaria (1999)
- Hepta (2002)
- 10.0 (2006)

### Àlbums amb Nordestin@s
- Nordestin@s (2006, Falcatruada)

### Àlbums amb Guillerme Fernández, Xabier Díaz i Xosé Lois Romero
- aCadaCanto (2012)
- A rosa d'Adina (2013, Músicas de Salitre)

## Premis
- Premi La Opinión atorgat per la crítica gallega al millor àlbum gallec (2002).
- Finalista del premi al millor àlbum en gallec de la VI Edición de los Premios de la Música, atorgat per l'Academia de las Artes y las Ciencias de la Música (2002).
- Preis Der Deutschen Schallplattenkritik, premi de la crítica alemanya al millor grup folk (2002).
- Nomenament per l'Academia Latina de Artes e Ciencias da Gravación a la 3a edición dels Premis Grammy Llatins com a Millor Àlbum de Música Folk (2002).
- Preis Der Deutschen Schallplattenkritik, premio da crítica alemá ao mellor disco de World Music por 10.0 no 2007.
- Premi La Opinión atorgat per la crítica gallega al segon millor àlbum gallec per 10.0 (2007).[1]
- Finalista del premi al millor àlbum en gallec en l'edició dels Premios de la Música, atorgat per la Academia de las Artes y las Ciencias de la Música (2007).

### Amb Nordestin@s
- Premi La Opinión atorgat per la crítica gallega al millor àlbum gallec (2006).